# Pseudicius flavipes
Pseudicius flavipes là một loài nhện trong họ Salticidae.
Loài này thuộc chi Pseudicius. Pseudicius flavipes được Lodovico di Caporiacco miêu tả năm 1935.